# Basilika Mariä Himmelfahrt (Aglona)

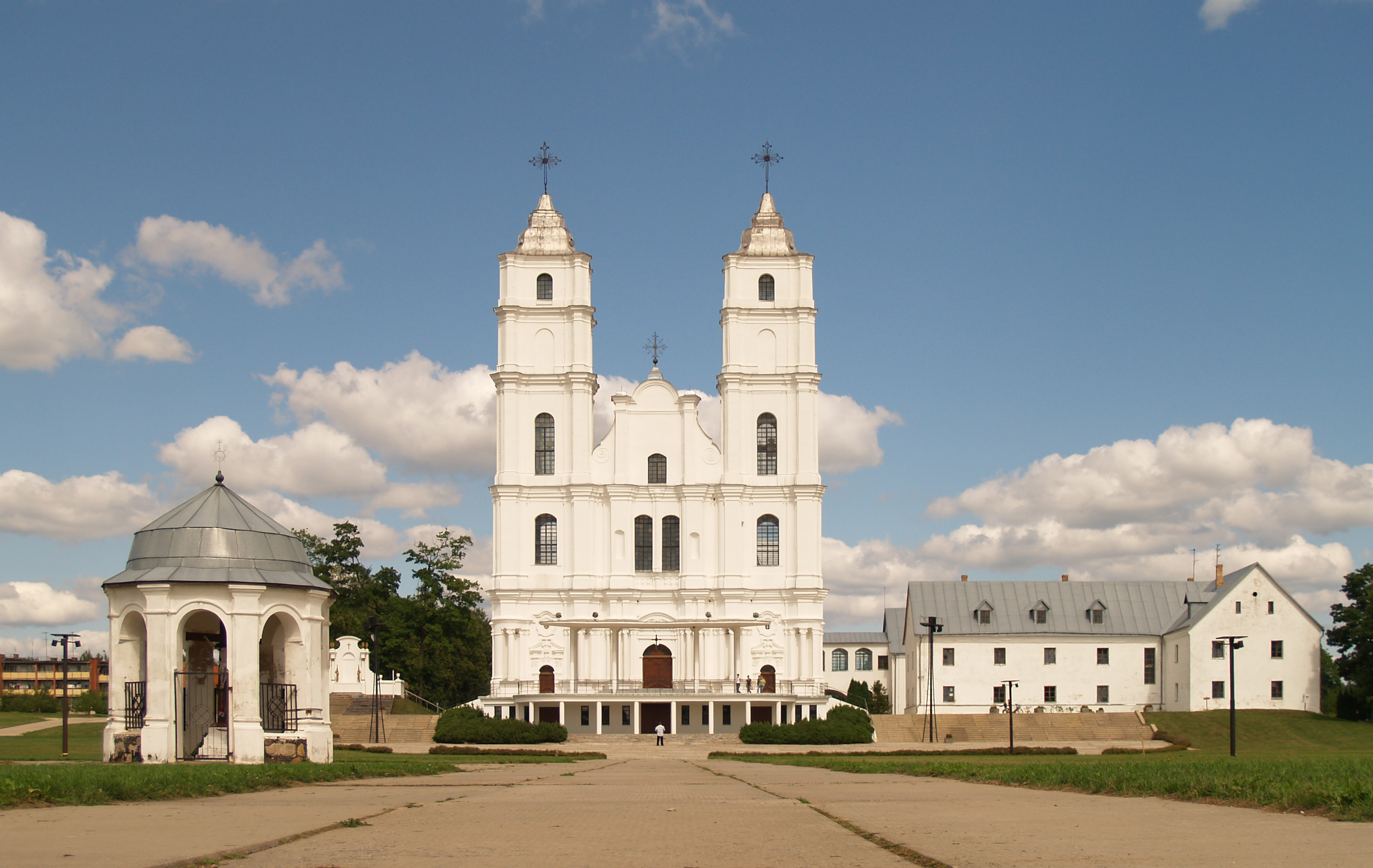
Blick auf die Basilika mit den Klostergebäuden

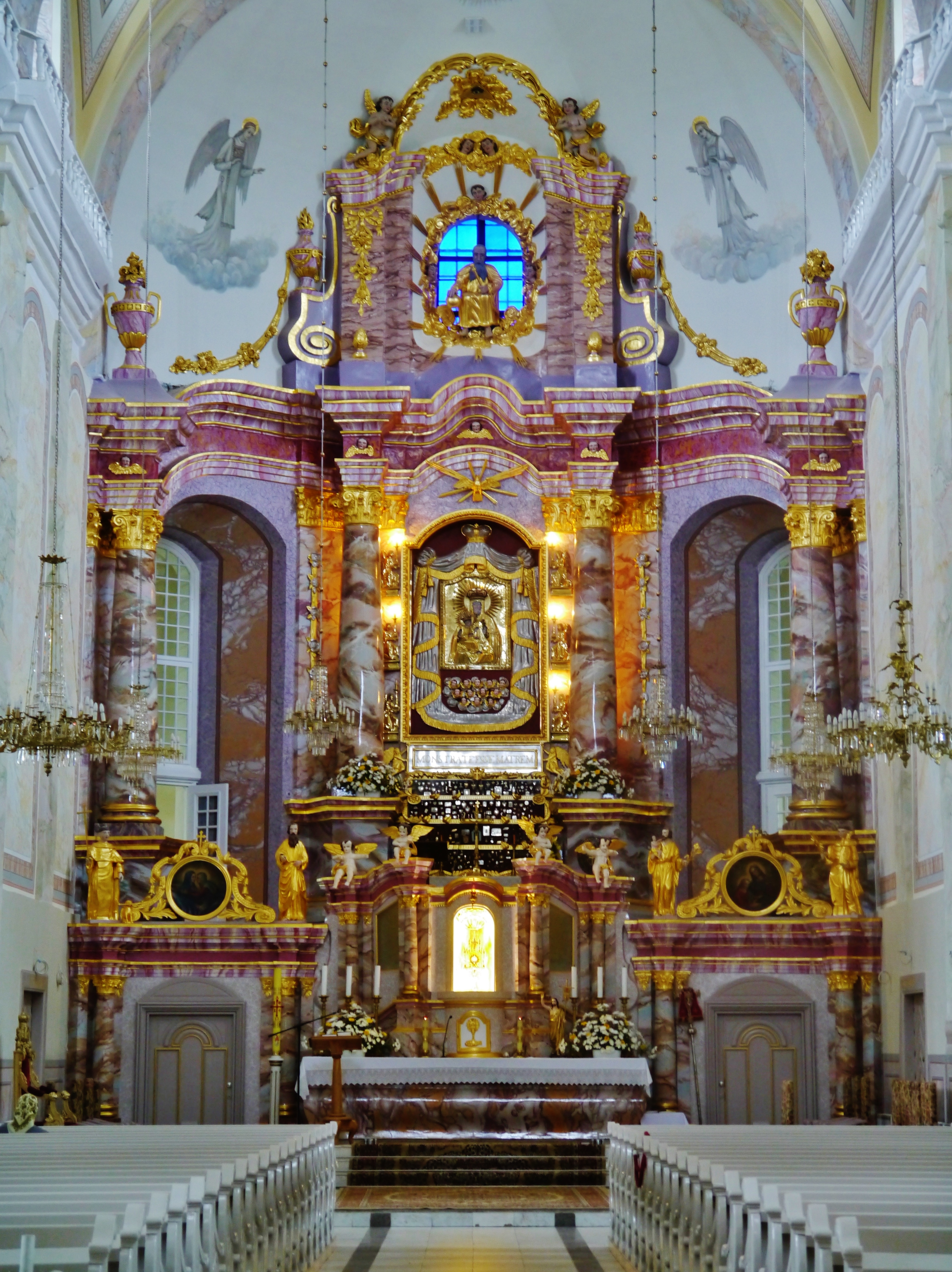
Hochaltar der Basilika

Die Basilika Mariä Himmelfahrt (lettisch Vissvētākās Jaunavas Marijas Debesīs Uzņemšanas Bazilika) oder Basilika von Aglona (lettisch Agluonos bazilika) ist eine römisch-katholische Kirche in Aglona, Lettland. Sie gehört zum Bistum Rēzekne-Aglona und erhielt als Wallfahrtskirche den seltenen Titel eines internationalen Heiligtums sowie einer Basilica minor.

## Geschichte
Auf Veranlassung der Adligen Eve Justīnes Šostovickas und einer Landgabe ließ der Bischof von Livonien, Mikołaj Popławski, in der Nähe einer aus heidnischer Zeit bekannten, heilenden Quelle am Ufer des Eglesees zuerst 1698 eine hölzerne Kirche und im folgenden Jahr ein Dominikanerkloster errichten. Die Dominikanerbrüder brachten dabei vermutlich aus Litauen eine Marienikone mit. Das Gemälde auf einem Eichenrahmen stammt aus dem frühen 17. Jahrhundert und ist eng mit der Ikone der Jungfrau von Trakai aus dem 14. Jahrhundert in Litauen verwandt. Am 10. September 1751 wurde beim dritten Besuch des Livländischen Bischofs von Aglona, Joseph Dominic Puzinas, eine Holzkirche geweiht. Kirche und Kloster wurden 1766 bei einem Brand zerstört.
Der Bau der heutigen Kirche aus Backstein wurde 1768 begonnen und 1780 fertiggestellt. Sie wurde im späten italienischen Barockstil errichtet. Bischof Jānis Benislavskis weihte sie 1800 der Himmelfahrt der Jungfrau Maria. Ihre Fassade ist von zwei 60 Meter hohen Türmen dominiert. Im Inneren befindet sich ein Kreuzgewölbe, Bögen und Säulen sind mit Rokoko-Ornamenten verziert. Die Kirchenausstattung stammt aus dem 18. und 19. Jahrhundert. Die Ikone der Muttergottes von Aglona wurde in den im Hauptaltar integriert. Das Bild wird nur zu hohen Festen gezeigt.
Die Kirche war von 1920 bis 1924 der Sitz des Bischofs von Riga, bevor der neue Erzbischof Antonijs Springovičs in die St.-Jakobs-Kathedrale nach Riga zog. Im Jahr 1980 feierte die Kirche ihren 200. Geburtstag und Papst Johannes Paul II. verlieh ihr den Titel einer Basilica minor. 1986 war Aglona der Ort der Feier des 800. Jahrestages des Christentums in Lettland. Eine größere Renovierung der Basilika und Erweiterung des Kirchengeländes wurde 1992 in Vorbereitung auf den Papstbesuch begonnen. Im September 1993 besuchte Papst Johannes Paul II. das Heiligtum und über 300.000 Pilger versammelten sich dazu.
Von 2011 bis 2013 koordinierte der Diözesanbischof Jānis Bulis die Restaurierungsarbeiten der Basilika und des Klosters. Die Wandfarben und Muster der Basilika wurden vollständig verändert, wobei der Barock- und Rokoko-Stil beibehalten wurde.
Papst Franziskus besuchte die Kirche auf seiner Pastoralreise durch das Baltikum am 24. September 2018.

## Wallfahrt
Die Kirche ist eines der acht vom Heiligen Stuhl anerkannten Internationalen Heiligtümer. Die Pilger versammeln sich während des ganzen Jahres zu den bedeutenden Feiertagen. Das wichtigste ist das Fest Mariä Himmelfahrt am 15. August. Seit dem Ende des 19. Jahrhunderts hat dieser Feiertag Zehntausende von Pilgern angezogen, manchmal über 100.000. Der Ruhm des Heiligtums reicht weit über die Grenzen Lettlands hinaus, mit einer großen Zahl von Pilgern aus Russland, Weißrussland und Litauen. An den drei Tagen vor dem Fest Mariä Himmelfahrt finden in Aglona die „Jugendtage“ statt, zu denen bis zu 3000 Jugendliche und junge Erwachsene kommen, darunter Hunderte Fußpilger aus dem 240 Kilometer entfernten Riga.